# Allen Eager

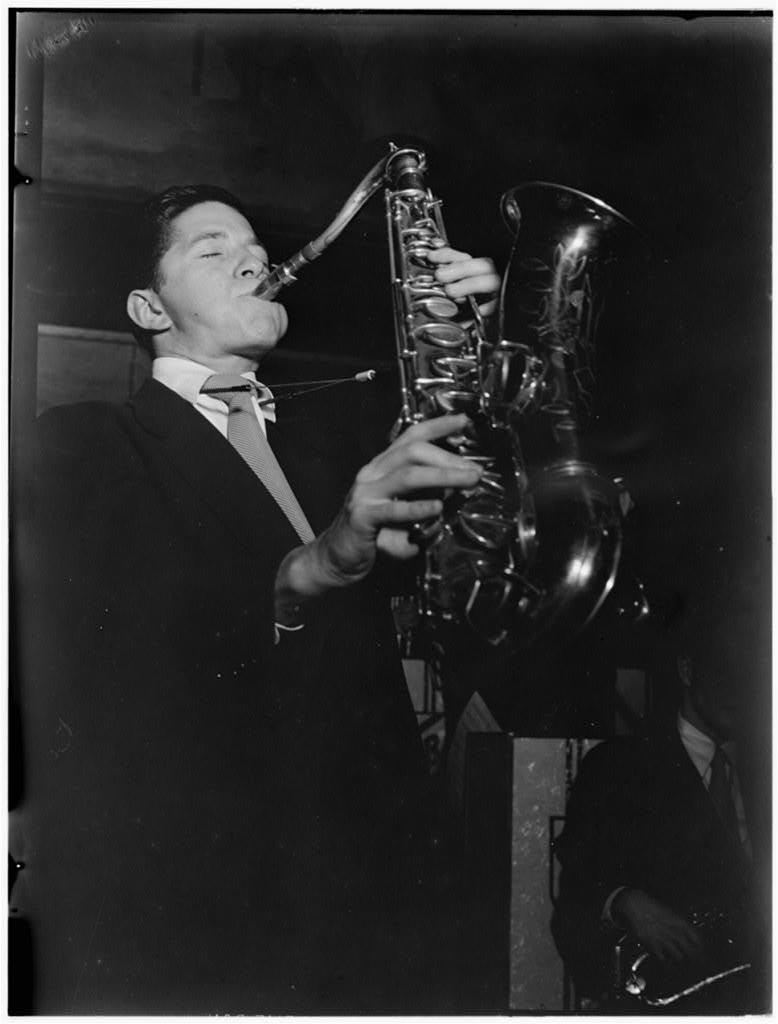
Allen Eager 1947

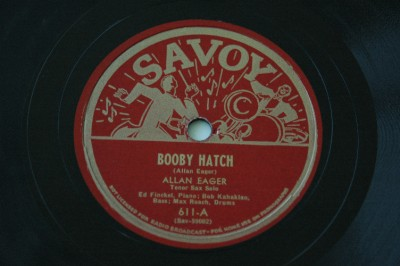
Allen Eager: „Bobby Hatch“ 78er Single bei Savoy Records

Allen Eager (* 10. Januar 1927 in New York, N.Y.; † 13. April 2003 in Daytona Beach) war ein amerikanischer Jazz-Saxophonist (Tenor- und Altsaxophon), Komponist und Rennfahrer.

## Leben und Wirken
Allen Eager hatte mit 13 Jahren Klarinetten-Unterricht bei Dave Weber, einem Musiker der New Yorker Philharmoniker. Nachdem er mit 15 Jahren Woody Herman vorspielen durfte, hatte er noch bei Ben Webster Unterricht. Bereits als Sechzehnjähriger spielte er ab 1943 als Tenorsaxophonist mit Bobby Sherwood, dann bei Sonny Dunham, Shorty Sherock, Tommy Dorsey, Woody Herman, Hal McIntyre und mit 18 Jahren bei Johnny Bothwell. Um 1945 trat er in den Jazzclubs der 52nd Street auf; Anfang 1946 wirkte er bei Aufnahmen von Coleman Hawkins für RCA Victor mit; bei der Session wurde auch die Eager-Komposition „Allen’s Alley“ eingespielt, die Charlie Parker als „Wee“ übernahm. 1946 entstanden erste Aufnahmen unter eigenem Namen für Savoy Records. 1948 formierte er ein eigenes Quartett (mit Bob Carter und Max Roach) und arbeitete 1948 mit Tadd Dameron im Royal Roost mit und Fats Navarro zusammen; ferner trat er mit Jazz at the Philharmonic und Red Rodney auf.
Danach spielte Eager bis Anfang der 1950er Jahre oft in Buddy Richs Big Band; in dessen Band war er 1949 in einer CBS-Fernsehausstrahlung mit seiner Komposition „Eager's Some Blues“ zu sehen. Nach einigen Jahren musikalischer Inaktivität – Eager arbeitete in dieser Zeit als Sportlehrer, Reiter oder Rennfahrer – hatte er 1953 wieder ein eigenes Quartett in Boston, arbeitete als freischaffender Musiker und spielte 1954/55 im The Open Door im Greenwich Village und sporadisch bei Oscar Pettiford, Tony Fruscella und Howard McGhee. 1956 und 1957 hielt sich Eager in Paris auf und begann hier Altsaxophon zu spielen. Nach seiner Rückkehr in die USA geriet er in Vergessenheit; 1960 trat er mit den Newport Rebels um Charles Mingus und Max Roach auf.
Anfang der 1960er Jahre betätigte er sich als Autorennfahrer; 1961 gewann er den ersten Preis in der GT-Division in Sebring (Florida). Anfang der 80er kehrte er zur Jazzszene zurück; 1982 trat Eager wieder beim Kool-Festival mit Stan Getz und Al Cohn auf. Danach war er nur noch selten zu sehen; es folgten gelegentliche Auftritte in Florida, ein Gastspiel 1982 im New Yorker West End Cafe und 1986 im Chicagoer Jazz Showcase.
Eager ist außerdem auf Plattenaufnahmen zu hören mit Stan Getz, Al Haig, George Handy, Wynonie Harris, Gerry Mulligan, Terry Reig, Kai Winding, Ella Fitzgerald, den 52nd Street All Stars, Serge Chaloff und Charlie Parker.

## Würdigung
Allen Eager gehörte zu den ersten Cool-Jazz-Tenoristen und war einer derjenigen, die ihrem Vorbild Lester Young nahe kamen und gleichzeitig die Neuerungen des Bebop in sein Spiel aufnahm. Der Kritiker Leonard Feather beschrieb Eager 1948 als „eine Art von Jekyll and Hyde, sein Dr. Jekyll ist ein amüsanter, belesener und hoch artikulierter Junge, während Hyde ein typisches Produkt der Frustrationen und Neurosen der 52nd Street sei, mit ornithologischen Obertönen.“ Damit spricht er auf Eagers Drogenabhängigkeit an. In seiner Biographical Encyclopedia of Jazz nennt er ihn „einen der begabtesten jungen Männer seiner Generation.“

## Diskographische Hinweise
- Allen Eager: In the Land of Oo-Bla-Dee, 1947–1953 (Uptown Records, 2003) mit John Carisi, Miles Davis, Dizzy Gillespie, Red Rodney, Charlie Parker, Serge Chaloff, Bud Powell, Richard Twardzik, Eddie Safranski, Buddy Rich, Max Roach
- Fats Navarro/Tadd Dameron: The Complete Blue Note and Capitol Recordings of …, 1947–1949 (Blue Note Records, 1995)
- Charlie Parker: The Great Sessions, 1947–1948 (Musidisc, 1995)
- Stan Getz/Zoot Sims: The Brothers, 1949/1952 (Original Jazz Classics, 1990)
- Gerry Mulligan: Mulligan Plays Mulligan (Prestige Records, 1951) und The Mulligan Songbook (World Pacific, 1957)

## Motorsport-Statistik

### Sebring-Ergebnisse
| Jahr | Team                       | Fahrzeug           | Teamkollege       | Platzierung | Ausfallgrund |
| ---- | -------------------------- | ------------------ | ----------------- | ----------- | ------------ |
| 1961 | Denise McCluggage          | Ferrari 250 GT SWB | Denise McCluggage | Rang 10     |              |
| 1962 | North American Racing Team | Osca S1000         | Denise McCluggage | Ausfall     | Unfall       |

### Einzelergebnisse in der Sportwagen-Weltmeisterschaft
| Saison | Team              | Rennwagen      | 1   | 2   | 3   | 4   | 5   | 6   | 7   | 8   | 9   | 10  | 11  | 12  | 13  | 14  | 15  |
| ------ | ----------------- | -------------- | --- | --- | --- | --- | --- | --- | --- | --- | --- | --- | --- | --- | --- | --- | --- |
| 1961   | Denise McCluggage | Ferrari 250 GT | SEB | TAR | NÜR | LEM | PES |     |     |     |     |     |     |     |     |     |     |
| 1961   | Denise McCluggage | Ferrari 250 GT | 10  |     | DNF |     |     |     |     |     |     |     |     |     |     |     |     |
| 1962   | NART              | Osca S1000     | DAY | SEB | SEB | MAI | TAR | BER | NÜR | LEM | TAV | CCA | RTT | NÜR | BRI | BRI | PAR |
| 1962   | NART              | Osca S1000     |     |     | DNF |     |     |     |     |     |     |     |     |     |     | DNF |     |